# Аммон, Вильгельм Фридрих Филипп фон
Вильгельм Фридрих Филипп фон Аммон (нем. Wilhelm Friedrich Philipp von Ammon; 1791 - 1855) — немецкий теолог и педагог; сын богослова Кристофа Фридриха фон Амона, старший брат известного офтальмолога Фридриха Августа фон Аммона.
Вильгельм Фридрих Филипп фон Аммон родился 16 февраля 1791 года в городе Эрлангене.
Аммон изучал в  богословие сперва в университете Эрлангена — Нюрнберга, где преподавал его отец, затем продолжил обучение в Йенском университете (ныне Йенский университет имени Фридриха Шиллера).
Получив высшее образование занимал различные церковные должности, а под конец своей жизни продолжил дело отца, заняв  кафедру богословия в своей альма-матер.
24 июня 1824 года Аммон женился на Матильде Кингсо (англ. Mathilde Klingsohr ; 21 августа 1805 in Gunzenhausen — 21 мая 1845, Эрланген).
Вильгельм Фридрих Филипп фон Аммон скончался 18 сентября 1855 года в городе Эрлангене.